# Dniprovka, Mîhailivka
Dniprovka (în ucraineană Дніпровка) este un sat în comuna Liubîmivka din raionul Mîhailivka, regiunea Zaporijjea, Ucraina.

## Demografie
Componența lingvistică a localității Dniprovka
     Ucraineană (94,62%)
     Rusă (5,38%)
Conform recensământului din 2001, majoritatea populației localității Dniprovka era vorbitoare de ucraineană (94,62%), existând în minoritate și vorbitori de rusă (5,38%).